# Eurytoma diastrophi
Eurytoma diastrophi är en stekelart som beskrevs av Walsh 1870. Eurytoma diastrophi ingår i släktet Eurytoma och familjen kragglanssteklar. Inga underarter finns listade i Catalogue of Life.